# Megaloptera
Megaloptera (etimologie din limba greacă: megale, mare și pteron, aripă) reprezintă un ordin de insecte aparținând subclasei pterygota, neoptere. Sunt cunoscute aproximativ 300 de specii.

## Taxonomie
În ordinul Megaloptera există trei familii:
- Sialidae
- Corydalidae
- Chauliodidae